# لاري لونغ
لاري لونغ (بالإنجليزية: Larry Long)‏ هو محامي وقاضي وسياسي أمريكي، ولد في 30 سبتمبر 1947 ببروكينغز في الولايات المتحدة. حزبياً، نشط في الحزب الجمهوري.